# Фосфид диродия
Фосфид диродия — бинарное неорганическое соединение
родия и фосфора
с формулой Rh2P,
кристаллы.

## Получение
- Сплавление стехиометрических количеств чистых веществ:

{\displaystyle {\mathsf {2Rh+P\ {\xrightarrow {1500^{o}C}}\ Rh_{2}P}}}

## Физические свойства
Фосфид диродия образует кристаллы
кубической сингонии,
пространственная группа F m3m,
параметры ячейки a = 0,5498 нм, Z = 4,
структура типа фторида кальция
.
Соединение конгруэнтно плавится при температуре >1500°С
.
При температуре 1,3 К переходит в сверхпроводящее состояние
.